# Ford Focus WRC

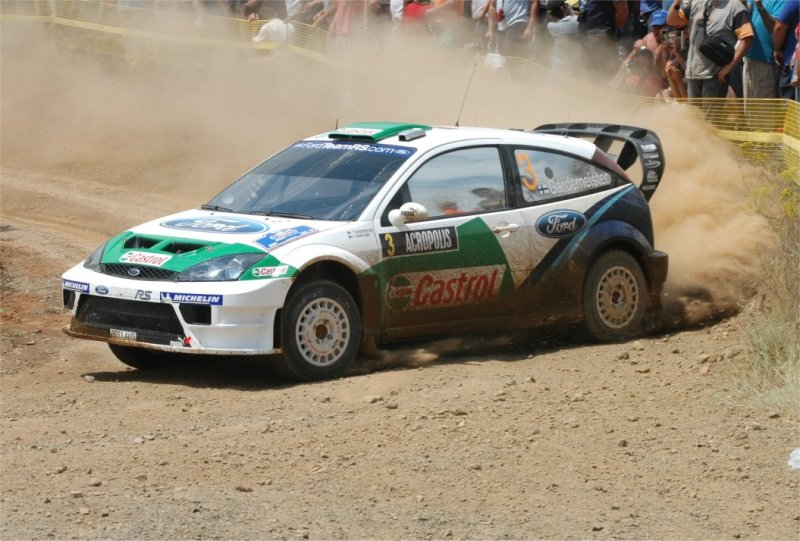
Ford Focus WRC 04

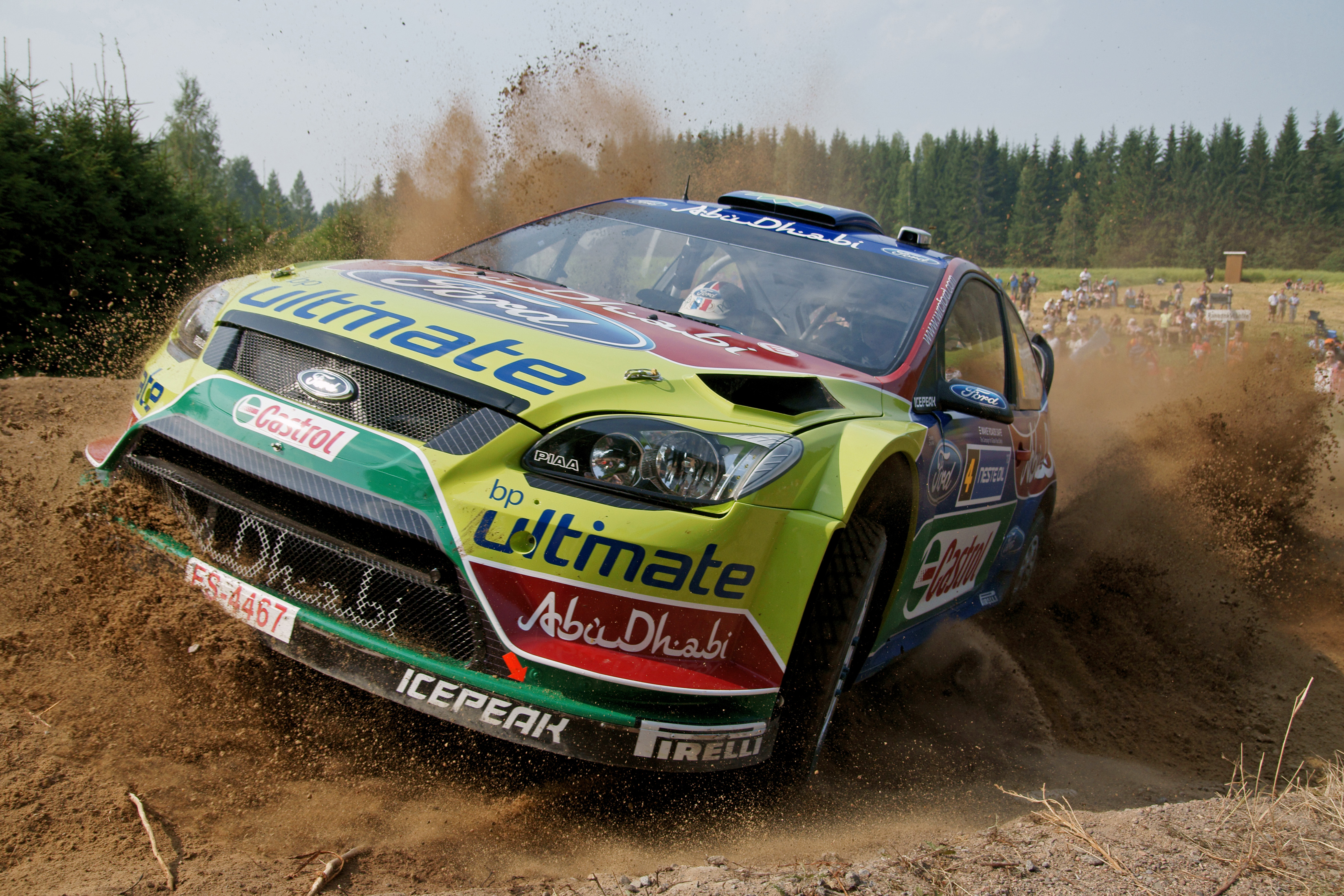
Ford Focus WRC 09

Ford Focus RS WRC – oficjalny samochód rajdowy teamu Ford World Rally Team. Produkowany na bazie seryjnego Forda Focusa. W Rajdowych Mistrzostwach Świata zadebiutował z początkiem sezonu  1999, w Rajdzie Monte Carlo. 
Do roku 2008, Ford wyprodukował 8 wersji tego samochodu. Pierwsza wersja, powstała w roku 1999 nazwana została po prostu Focus WRC; drugą, zbudowaną w 2000 roku, oznaczono jako Ford Focus Racing WRC. Począwszy zaś od roku 2001, kolejne ewolucje oznaczane są jako Ford Focus RS WRC XX, gdzie XX to dwie ostatnie cyfry roku, w którym samochód pojawił się po raz pierwszy na rajdowych trasach (01, 02, 03 itd.).

## Zwycięstwa wWRC
| Nr | Rajd                        | Sezon | Kierowca           | Pilot           |
| -- | --------------------------- | ----- | ------------------ | --------------- |
| 1  | Rajd Safari 1999            | 1999  | Colin McRae        | Nicky Grist     |
| 2  | Rajd Portugalii 1999        | 1999  | Colin McRae        | Nicky Grist     |
| 3  | Rajd Hiszpanii 2000         | 2000  | Colin McRae        | Nicky Grist     |
| 4  | Rajd Grecji 2000            | 2000  | Colin McRae        | Nicky Grist     |
| 5  | Rajd Cypru 2000             | 2000  | Carlos Sainz       | Luís Moya       |
| 6  | Rajd Argentyny 2001         | 2001  | Colin McRae        | Nicky Grist     |
| 7  | Rajd Cypru 2001             | 2001  | Colin McRae        | Nicky Grist     |
| 8  | Rajd Grecji 2001            | 2001  | Colin McRae        | Nicky Grist     |
| 9  | Rajd Argentyny 2002         | 2002  | Carlos Sainz       | Luís Moya       |
| 10 | Rajd Grecji 2002            | 2002  | Colin McRae        | Nicky Grist     |
| 11 | Rajd Safari 2002            | 2002  | Colin McRae        | Nicky Grist     |
| 12 | Rajd Grecji 2003            | 2003  | Markko Märtin      | Michael Park    |
| 13 | Rajd Finlandii 2003         | 2003  | Markko Märtin      | Michael Park    |
| 14 | Rajd Meksyku 2004           | 2004  | Markko Märtin      | Michael Park    |
| 15 | Rajd Korsyki 2004           | 2004  | Markko Märtin      | Michael Park    |
| 16 | Rajd Hiszpanii 2004         | 2004  | Markko Märtin      | Michael Park    |
| 17 | Rajd Monte Carlo 2006       | 2006  | Marcus Grönholm    | Timo Rautiainen |
| 18 | Rajd Szwecji 2006           | 2006  | Marcus Grönholm    | Timo Rautiainen |
| 19 | Rajd Grecji 2006            | 2006  | Marcus Grönholm    | Timo Rautiainen |
| 20 | Rajd Finlandii 2006         | 2006  | Marcus Grönholm    | Timo Rautiainen |
| 21 | Rajd Turcji 2006            | 2006  | Marcus Grönholm    | Timo Rautiainen |
| 22 | Rajd Australii 2006         | 2006  | Mikko Hirvonen     | Jarmo Lehtinen  |
| 23 | Rajd Nowej Zelandii 2006    | 2006  | Marcus Grönholm    | Timo Rautiainen |
| 24 | Rajd Wielkiej Brytanii 2006 | 2006  | Marcus Grönholm    | Timo Rautiainen |
| 25 | Rajd Szwecji 2007           | 2007  | Marcus Grönholm    | Timo Rautiainen |
| 26 | Rajd Norwegii 2007          | 2007  | Mikko Hirvonen     | Jarmo Lehtinen  |
| 27 | Rajd Włoch 2007             | 2007  | Marcus Grönholm    | Timo Rautiainen |
| 28 | Rajd Grecji 2007            | 2007  | Marcus Grönholm    | Timo Rautiainen |
| 29 | Rajd Finlandii 2007         | 2007  | Marcus Grönholm    | Timo Rautiainen |
| 30 | Rajd Nowej Zelandii 2007    | 2007  | Marcus Grönholm    | Timo Rautiainen |
| 31 | Rajd Japonii 2007           | 2007  | Mikko Hirvonen     | Jarmo Lehtinen  |
| 32 | Rajd Wielkiej Brytanii 2007 | 2007  | Mikko Hirvonen     | Jarmo Lehtinen  |
| 33 | Rajd Szwecji 2008           | 2008  | Jari-Matti Latvala | Miikka Anttila  |
| 34 | Rajd Jordanii 2008          | 2008  | Mikko Hirvonen     | Jarmo Lehtinen  |
| 35 | Rajd Turcji 2008            | 2008  | Mikko Hirvonen     | Jarmo Lehtinen  |
| 36 | Rajd Japonii 2008           | 2008  | Mikko Hirvonen     | Jarmo Lehtinen  |
| 37 | Rajd Włoch 2009             | 2009  | Jari-Matti Latvala | Miikka Anttila  |
| 38 | Rajd Grecji 2009            | 2009  | Mikko Hirvonen     | Jarmo Lehtinen  |
| 39 | Rajd Polski 2009            | 2009  | Mikko Hirvonen     | Jarmo Lehtinen  |
| 40 | Rajd Finlandii 2009         | 2009  | Mikko Hirvonen     | Jarmo Lehtinen  |
| 41 | Rajd Australii 2009         | 2009  | Mikko Hirvonen     | Jarmo Lehtinen  |
| 42 | Rajd Szwecji 2010           | 2010  | Mikko Hirvonen     | Jarmo Lehtinen  |
| 43 | Rajd Nowej Zelandii 2010    | 2010  | Jari-Matti Latvala | Miikka Anttila  |
| 44 | Rajd Finlandii 2010         | 2010  | Jari-Matti Latvala | Miikka Anttila  |

## Dane techniczne[2]
| Silnik                                            | Turbodoładowany                                                |  |
| Układ                                             | Poprzeczny                                                     |  |
| Liczba cylindrów                                  | 4                                                              |  |
| Liczba zaworów                                    | 4 zawory na cylinder                                           |  |
| Pojemność                                         | 1998 cm3                                                       |  |
| Moc maksymalna (BHP/RPM)                          | 300/6000 (RS06 - RS07) 300/6500 (WRC, Racing WRC, RS01 - RS05) |  |
| Moment obrotowy (Nm / obr.)                       | 550/4000                                                       |  |
|                                                   |                                                                |  |
| Napęd                                             | Na 4 koła                                                      |  |
| Sprzęgło                                          | Węglowe, wielotarczowe                                         |  |
| Dyferencjały                                      | Aktywne, na obu osiach                                         |  |
| Skrzynia biegów                                   | 5-biegowa, półautomatyczna                                     |  |
|                                                   |                                                                |  |
| Hamulce                                           | Tarczowe, wentylowane,                                         |  |
| Asfalt                                            | 370 mm Brembo, 8-tłoczkowe (przód i tył)                       |  |
| Szuter                                            | 300-mm Brembo, 4 - tłoczkowe (przód i tył)                     |  |
| Hamulec ręczny                                    | hydrauliczny                                                   |  |
|                                                   |                                                                |  |
| Zawieszenie                                       | MacPherson                                                     |  |
|                                                   |                                                                |  |
| Układ kierowniczy                                 | Wspomagany hydraulicznie                                       |  |
| Ilość obrotów pomiędzy skrajnymi wychyleniami kół | 1,5                                                            |  |
|                                                   |                                                                |  |
| Koła                                              | Felgi magnezowe Opony BF Goodrich, 650 mm                      |  |
| Asfalt                                            | 8 x 18 cali                                                    |  |
| Szuter                                            | 7 x 15 cali                                                    |  |
|                                                   |                                                                |  |
| Wymiary                                           |                                                                |  |
| Długość                                           | 4362 mm                                                        |  |
| Szerokość                                         | 1800 mm                                                        |  |
| Wysokość                                          | 1497 mm                                                        |  |
| Masa                                              | Od 1230 kg                                                     |  |
| Rozstaw osi                                       | 2608 mm                                                        |  |
| Odległość między osiami                           | 2640 mm                                                        |  |